# کیت مریل
کیت مریل (انگلیسی: Kieth Merrill؛ زادهٔ ۲۲ مهٔ ۱۹۴۰) یک کارگردان اهل ایالات متحده آمریکا است. فیلم او کابوی بزرگ آمریکایی در سال ۱۹۷۳ برنده جایزه اسکار بهترین فیلم مستند شده است.